# Maryša

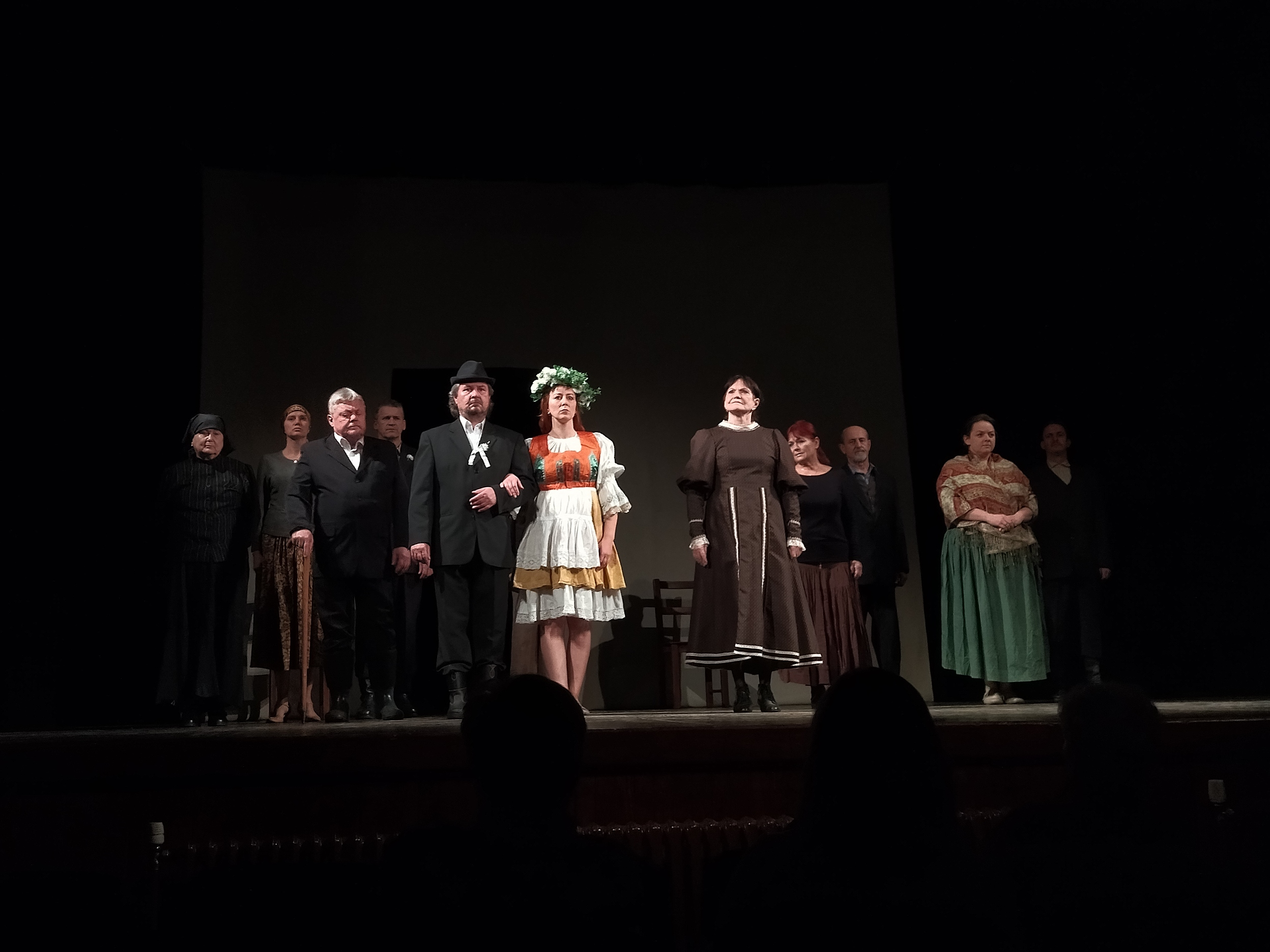
Maryša v podání Divadelního souboru domu kultury v Krupce, Orfeum Kadaň

Maryša je dramatická divadelní hra-tragédie Aloise a Viléma Mrštíků z roku 1894. Jde o nejvýznamnější výsledek vzájemné spolupráce bratří Mrštíků a patří k vrcholům jejich tvorby.
Námět, který si Alois přivezl z Těšan, původně zamýšlel zpracovat jako román, ale na Vilémův popud jej spolu napsali jako drama. Premiéra Maryši, dramatu o pěti jednáních, byla v Národním divadle v Praze 9. května 1894 (účinkující v hlavní roli paní Benoniová, v dalších pak pánové Vojan v roli Francka, Slukov jako mlynář Vávra a Mošna v roli Lízala, režie pan Chvalovský), v Brně pak 27. října 1894.
Autoři při vzniku divadelní hry vycházeli (velmi volně) z životních osudů Mariany Horákové z Těšan, která se jako dvacetiletá provdala za Felixe Turka, původem z Borkovan, o patnáct let staršího vdovce se třemi dětmi. Ve skutečnosti ho však neotrávila, ale naopak s ním prožila 39 let společného života a vychovali tři další děti (společně se jim narodilo 7 dětí, z nichž 4 zemřely v dětském věku). Je pohřbena v Těšanech se svým manželem ve společném hrobě, na kterém je nápis: „Napsáno drama, prožito větší“.
 Hra byla v Těšanech poprvé provedena až po smrti bratří Mrštíků v roce 1926.
Hra je řazena k tomu nejlepšímu z české realistické dramatické tvorby; dodnes je často uváděna na domácích scénách. Například v Národním divadle v Praze s premiérou 23. listopad 2017 (derniéra 31.05.2024) v režii Jana Mikuláška, dramaturgie: Marta Ljubková a Jan Tošovský, hrají: Pavla Beretová (Maryša), Vladimír Javorský (Lízal), Taťjana Medvecká (Lízalka), David Prachař (Vávra).

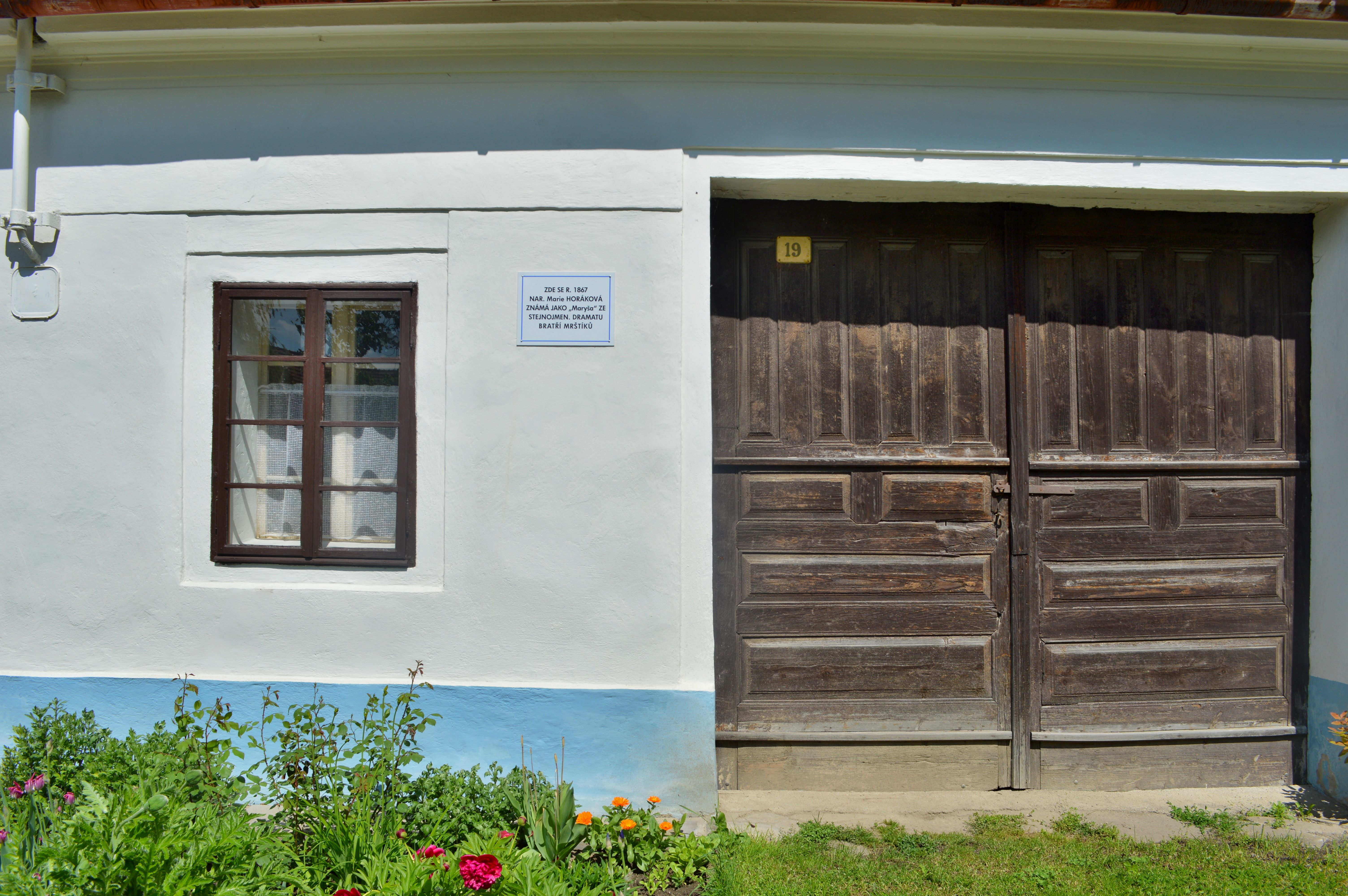
Rodný dům Marie Turkové

## Děj

### Postavy
- Maryša – citlivá selská dívka, miluje Francka, na nátlak rodičů se provdá za Vávru
- Lízal – Maryšin otec, sedlák, jde mu víc o peníze než o štěstí jeho dcery, ale má i kladné vlastnosti, uvědomuje si své chyby
- Lízalka – matka Maryši
- Vávra – mlynář, vdovec, svou první ženu (a potom i Maryšu) bije, Maryšu si bere proto, aby mu sloužila, a ne z lásky
- Francek – chudý, odvážný, ale paličatý, chasník – rekrut, miluje Maryšu
- Strouhalka
- Stařenka
- Horačka
- Rozára

### Popis děje

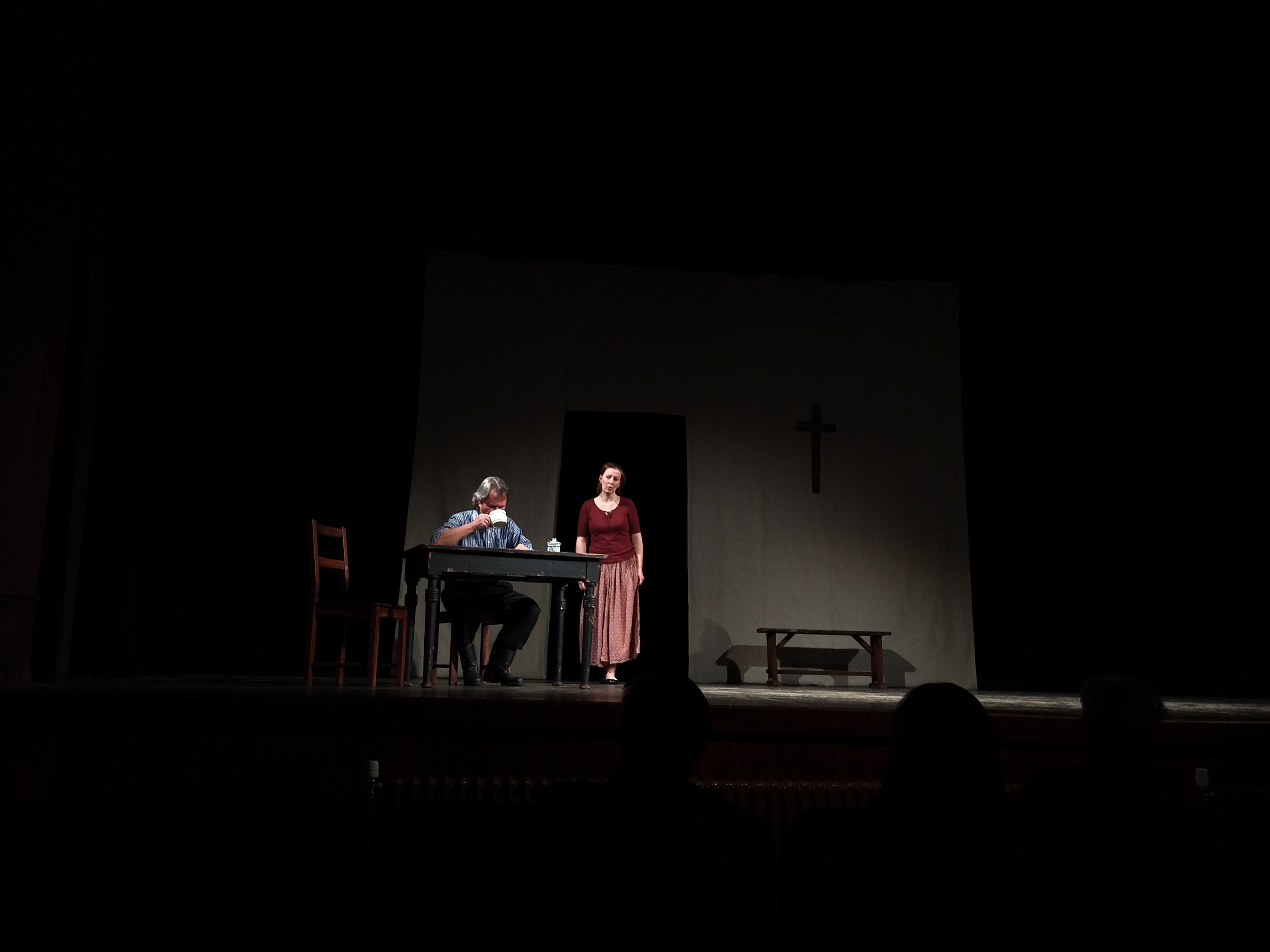
Maryša Vávru otráví jedem v kávě

Příběh řeší majetkové poměry a nerovný vztah muže a ženy; je ostrou kritikou poměrů na vesnici.
Děj se odehrává na moravské vesnici. Mladá dívka – Maryša – je dcerou bohatého sedláka Lízala, miluje však Francka, synka z chudé rodiny, který je právě odveden na vojnu do Brna. Přišel se za Maryšou rozloučit, Lízal ho však zle vyhnal („takového lunta!“); má pro Maryšu vyhlédnutého jiného ženicha – bohatého mlynáře Vávru, vdovce se třemi dětmi. Přes Maryšin odpor, prosby a slzy a za vydatné spolupráce své ženy („budeš sa s ním mět dobře!“) a její tety přinutí Lízal Maryšu, aby si Vávru vzala. Manželství není šťastné, Vávra tráví více času v hospodě než doma, nakonec Maryšu i bije, s Maryšiným otcem se soudí o věno. Lízal vidí, že udělal chybu, a snaží se Maryšu přesvědčit, aby se vrátila domů. Je však pozdě, Maryša už o to nestojí, odmítá mu odpustit, že ji do manželství nutil. Po dvou letech se vrací Francek z vojny a veřejně prohlašuje, že bude za Maryšou chodit. Přijde dokonce i do mlýna, kde se Maryšu snaží přesvědčit, aby s ním utekla do Brna. Maryša odmítá, bojí se hanby, kterou by způsobila sobě i celé rodině. Vávra se pokusí Francka zastřelit, což nakonec Maryšu vyprovokuje k zoufalému činu – Maryša Vávru otráví jedem (konkrétně otrušíkem) nasypaným do kávy.

## Jazyk a styl
Do děje jsou začleněny kroje, lidové písně. Ve hře je často používáno nářečí, které je kombinací hanáckého, slováckého a brněnského dialektu.

## Adaptace díla

### Opera
Na motivy dramatu bratří Mrštíků napsal Emil František Burian stejnojmennou operu, která měla premiéru v Brně 16. dubna 1940

### Balet
Na motivy dramatu bratří Mrštíků napsali Alena Pešková a Petr Wajsar stejnojmenný balet, který měl premiéru v Plzni (Divadlo Josefa Kajetána Tyla) 14. března 2009. V hlavní rolích Zuzana Hradilová a Ivona Jeličová (Maryša).

### Film
Na motivy dramatu bratří Mrštíků režisér Josef Rovenský natočil v roce 1935 stejnojmenný film. V hlavních rolích: Jiřina Štěpničková, František Kovářík, Hermína Vojtová, Jaroslav Vojta.

### Rozhlasová adaptace
- Vilém Mrštík, Alois Mrštík: Maryša. Drama nešťastné lásky a nerovného sňatku. Původní nastudování Realistického divadla Zdeňka Nejedlého. Rozhlasová úprava a dramaturgie Dalibor Chalupa. Režie Karel Palouš. Osoby a obsazení: Lízal, sedlák (Karel Máj), Lízalka, jeho žena (Jiřina Štěpničková), Maryša, jejich dcera (Jana Dítětová), Rozára, služka (Zdeňka Černá), Vávra, mlynář (Pavel Spálený), Francek, rekrut (Vilém Besser), Horačka, jeho matka (Emilie Hráská), Strouhalka, Maryšina teta (Jarmila Májová), Strouhal, její muž (Josef Koza), stařenka, Maryšina babička (Vlasta Jelínková), hospodský, Franckův poručník (Bohumil Pastorek), hospodská (Marie Marešová), Pavel, řeznický tovaryš (Pavel Handl), Hrdlička, obecní sluha (Václav Kaňkovský), soudní sluha (Jiří Zahradník), Franěk (Josef Vinklář), Buček (Ladislav Kazda), Hrdličková (Ema Skálová) a Krištofl (Stanislav Hájek). Natočeno v roce 1966[6].

## Dílo online
- MRŠTÍK, Alois; MRŠTÍK, Vilém. Maryša : drama v pěti jednáních s proměnou. Praha: Otto, 1925. Dostupné online. Digitalizovaná podoba vydání z roku 1925.
- MRŠTÍK, Alois; MRŠTÍK, Vilém. Maryša. Praha: Městská knihovna v Praze, 2011. Dostupné online. Elektronické vydání textu (e-kniha).
- MRŠTÍK, Alois; MRŠTÍK, Vilém. Maryša: drama v pěti jednáních s proměnou. 31. vyd. Praha: Otakar Růžička, 1940. Dostupné online.